# Cuentos de los bosques de Viena (vals)
Cuentos de los bosques de Viena (del alemán: Geschichten aus dem Wienerwald) es un vals de Johann Strauss (hijo).
Aunque Strauss usó originalmente la contracción G'schichten para su vals, el nombre es comúnmente citado como Geschichten, lo que ocurre también con las subsecuentes piezas dramáticas.

## Historia

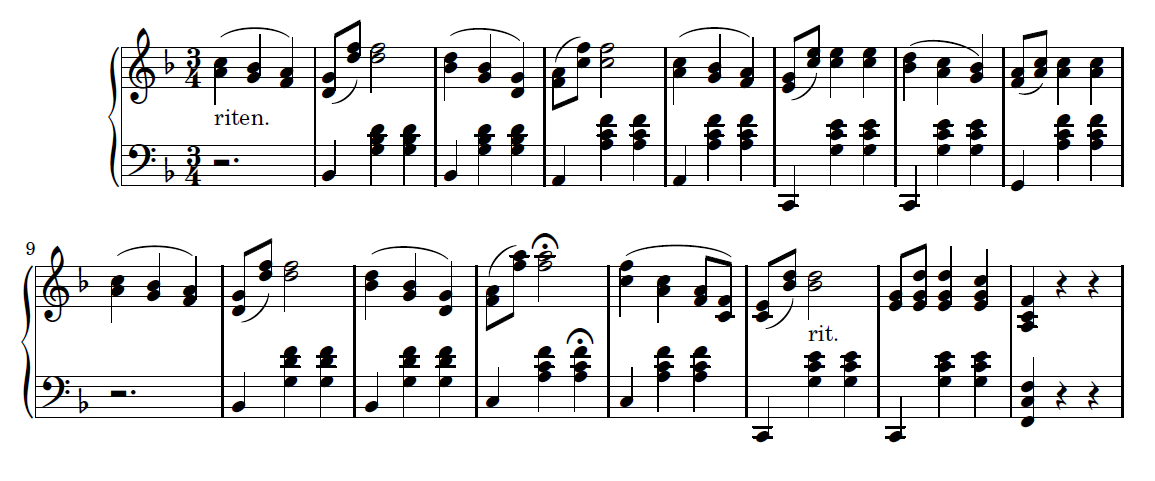
Tema principal del vals, en la parte de cítara al final de la obra.

Compuesto en 1868, G'schichten aus dem Wienerwald opus 325, es uno de los seis valses vieneses de Johan Strauss hijo que incluyen una parte para cítara. El estreno de la obra significó un hito en el desarrollo del vals desde sus orígenes aldeanos hasta el centro de la moda vienesa, en gran parte gracias al talento de la familia Strauss. Sin embargo, el título rememora la música popular de los habitantes de los bosques de Viena.

## Características
La introducción, una de las más largas escritas por Strauss, (119 compases) comienza en Do mayor para luego cambiar a Fa mayor, ganando progresivamente volumen y animación. La segunda parte, más reflexiva, está en Sol mayor, con un solo de violín que incorpora material que luego es utilizado en las siguientes secciones del vals. Una breve cadenza de la flauta invoca el canto de los pájaros, para ir luego hacia el solo de cítara, que presenta dos partes; un ritmo lento de ländler y un final vivace.